# Trolltjärnen (Alfta socken, Hälsingland)
Trolltjärnen är en sjö i Ovanåkers kommun i Hälsingland och ingår i Dalälvens huvudavrinningsområde.